# Jaroslav Šebek

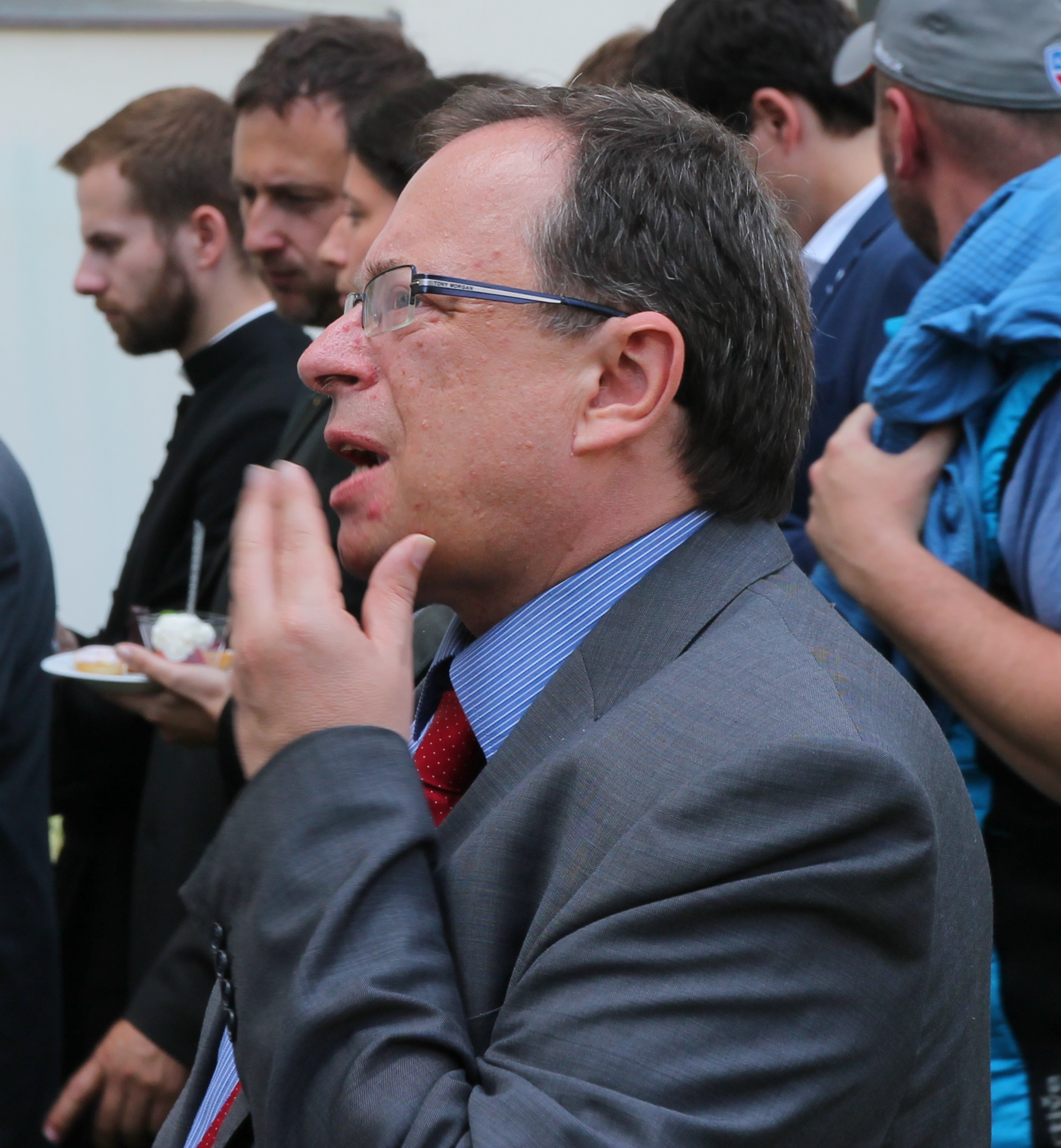
Jaroslav Šebek (2018)

Jaroslav Šebek (* 18. März 1970 in Benešov) ist ein tschechischer Forscher am Institut für tschechoslowakische Geschichte des 20. Jahrhunderts, außerordentlicher Professor und Autor vieler Studien und Bücher.

## Biographie
Themen, mit denen er sich befasst, sind die politische, soziale und ideologische Geschichte der Tschechoslowakei in der Zwischenkriegszeit, die Entwicklung antidemokratischer Bewegungen im 20. Jahrhundert in Europa, mitteleuropäische politische Geschichte, sudetendeutscher Katholizismus und Kirchen- und Religionsgeschichte im 19. und 20. Jahrhundert.
1993 schloss er an der Karls-Universität in Prag sein Masterstudium in Geschichte ab, 1998 seine Dissertation über den „sudetendeutschen Katholizismus auf dem Kreuzweg“. Seit 1995 arbeitete er gleichzeitig am Institut für Geschichte an der Akademie der Wissenschaften der Tschechischen Republik, dann als Forscher am Institut für tschechoslowakische Geschichte des 20. Jahrhunderts. 2009 wurde er nach einem Habilitationsverfahren an der Masaryk-Universität in Brünn außerordentlicher Professor.

## Veröffentlichungen
- mit Josef Harna; Státní politika vůči německé menšině v období konsolidace politické moci v Československu v letech 1918–1920 (deutsch: Staatspolitik der deutschen Minderheit gegenüber in der Zeit der Konsolidierung der politischen Macht in der Tschechoslowakei 1918–1920). Prag 2002.
- Mezi křížem a národem: politické prostředí sudetoněmeckého katolicismu v meziválečném Československu (Zwischen Kreuz und Nation: Das politische Umfeld des sudetendeutschen Katholizismus in der zwischenkriegszeitlichen Tschechoslowakei), Centrum pro studium demokracie a kultury, Brünn 2006.
- Sudetendeutscher Katholizismus auf dem Kreuzweg: politische Aktivitäten der sudetendeutschen Katholiken in der Ersten Tschechoslowakischen Republik in den 30er Jahren. Lit Verlag, Münster 2010.
- mit Miroslav Kunstat und Hildegard Schmoller: Krise, Krieg und Neuanfang: Österreich und die Tschechoslowakei in den Jahren 1933–1948. Lit Verlag, Münster 2017.
- mit Miroslav Kunstat: Kirche, Religion und Politik in Österreich und in der Tschechoslowakei im 20. Jahrhundert. Lit Verlag, Münster 2019.
- Schmerzvoller Weg zur Versöhnung: Etappen der Entwicklung der deutsch-tschechischen kirchlichen Beziehungen nach 1918. Lit Verlag, Münster 2019.